# Nußbach (Renânia-Palatinado)
Nußbach é um município da Alemanha localizado no distrito de Kusel, estado da Renânia-Palatinado.
Pertence ao Verbandsgemeinde de Wolfstein.